# آنا و شاه
آنا و شاه (به انگلیسی: Anna and the King) یک فیلم سینمایی آمریکایی در ژانر زندگینامه‌ای و درام به کارگردانی اندی تننت با بازی جودی فاستر، چو یون فات و تام فلتون است.

## خلاصه داستان
پادشاه تایلند یک معلم زبان برای فرزندش استخدام می‌کند پس از مدتی شاه عاشق آنا می‌شود اما طبق قوانین نمی‌تواند با او ازدواج کند و….